# من گروت هستم
من گروت هستم (به انگلیسی: I Am Groot) یک سری انیمیشن‌های کوتاه آمریکایی است که بر پایهٔ شخصیت گروت از مارول کامیکس برای سرویس استریم دیزنی پلاس ساخته شده‌است. این مجموعه دارای شخصیت‌هایی از دنیای سینمایی مارول است و شامل فیلم‌های کوتاهی است که توسط مارول استودیوز با کارگردانی کرستن لپور تولید شده‌است.
وین دیزل نقش خود را به عنوان صدای گروت کودک از فیلم‌های MCU تکرار می‌کند. من گروت هستم در دسامبر ۲۰۲۰ معرفی شد. تولید پویانمایی فوتورئالیستی این مجموعه تا اوت ۲۰۲۱ آغاز شده بود و لپور و نویسنده رایان لیتل در نوامبر ۲۰۲۱ اعلام شدند.
من گروت هستم در قالب ۵ اپیزود کوتاه در ۱۰ اوت ۲۰۲۲ به عنوان بخشی از فاز چهارم دنیای سینمایی مارول منتشر شد.

## طرح داستان
هر فیلم کوتاه بیبی گروت را که در کهکشان بزرگ می‌شود دنبال می‌کند و با شخصیت‌های جدید و غیرعادی به ماجراجویی می‌پردازد که او را به دردسر می‌اندازد.

## بازیگران و شخصیت‌ها
- وین دیزل در نقش بیبی گروت: یکی از اعضای نگهبانان کهکشان که یک درخت انسان‌نما است.[۱]

## اپیزودها
پنج فیلم کوتاه این مجموعه، که توسط کرستن لپور کارگردانی شد، در ۱۰ اوت ۲۰۲۲ منتشر خواهد شد. لپور و رایان لیتل به عنوان نویسنده خدمت کردند.

## تولید

### توسعه
در دسامبر ۲۰۲۰، کوین فایگی ، رئیس مارول استودیوز، مجموعه‌ای از فیلم‌های کوتاه با بازی گروت کودک را معرفی کرد. در آوریل ۲۰۲۱، جیمز گان، نویسنده و کارگردان فیلم‌های نگهبانان کهکشان، تأیید کرد که این مجموعه انیمیشنی خواهد بود و گان به‌عنوان تهیه‌کننده اجرایی در این مجموعه خدمت می‌کند. کریستن لپور به عنوان کارگردان و تهیه‌کننده اجرایی سریال زمانی در نوامبر ۲۰۲۱ اعلام شد که ای.سی. بردلی، نویسنده اصلی چه می‌شود اگر… ؟ فاش کرد که رایان لیتل، نویسنده و هماهنگ‌کننده فیلمنامه آن مجموعه است و مشغول نوشتن من گروت هستم می‌باشد که از ۵ اپیزود کوتاه تشکیل شده‌است. لپور به عنوان نویسنده این مجموعه در ژوئن ۲۰۲۲ تأیید شد. این فیلم‌های کوتاه توسط مارول استودیوز، کوین فایگی، لوئیس دیسپوزیتو، ویکتوریا آلونسو و براد ویندرباوم، علاوه بر گان و لپور، تهیه شده‌است.

### نویسندگی
در ماه ژوئن، وین دیزل، که صداپیشگی گروت را برعهده دارد، گفت که فایگی در مورد یک داستان برنامه‌ریزی شده برای گروت برای بازگشت به خانه‌اش سیاره ایکس هیجان زده‌است. گان اظهار داشت که این سریال لزوماً با تداوم فیلم‌های نگهبانان کهکشان یا MCU مرتبط نیست و «برای خودشان متعارف هستند» و جاشوا مایر از /فیلم آنها را به فیلم مستندنمای تیم ثور تشبیه می‌کند که «قسمت‌های خنده‌دار آپوکریفایی هستند که برای تداوم MCU ضروری نیستند».

### انیمیشن
این مجموعه دارای سبک انیمیشن فوتورئالیستی است و تولید آن از اوت ۲۰۲۱ آغاز شده‌است.

## بازاریابی
فیلم مختصری از این مجموعه در مجمع عمومی سالانه دیزنی در مارس ۲۰۲۲ در یک حلقه برجسته محتوا نشان داده شد. فیلم مختصری از این مجموعه در مجمع عمومی سالانه دیزنی در مارس ۲۰۲۲ در یک حلقه برجسته محتوا نشان داده شد. اولین پوستر این مجموعه که تاریخ انتشار آن را اعلام می‌کرد، در ۵ ژوئن ۲۰۲۲ فاش شد، که باعث شد سریال «بلافاصله [آغاز] ترند آنلاین شود». با توجه به تحلیل داده‌های ورایتی ۲۳۱٫۰۰۰ تعامل کاربری جمع‌آوری شده‌است که ترکیبی از توییت‌ها، ریتوییت‌ها، لایک‌ها و هشتگ‌ها را اندازه‌گیری می‌کند، که دومین مورد از نظر تعداد در هفته ۳۰ مه تا ۵ ژوئن ۲۰۲۲، پس از سریال چیزهای عجیب نتفلیکس است. استودیوی مارول با واندرفول کمپانی و فریم‌استور برای کمپین بازاریابی همکاری کرد که گروت را در تبلیغات تلویزیونی، پست‌های دیجیتال رسانه‌ای و رسانه‌های اجتماعی و بسته‌بندی محدود پسته‌های خود و همچنین نمایش‌های داخل فروشگاه تا ۳۱ اوت ۲۰۲۲ به نمایش می‌گذارد. یک اسپات تلویزیونی ۱۵ ثانیه‌ای در ۶ ژوئن به عنوان بخشی از این کمپین منتشر شد. بلیط‌های حضور در ایستگاه انتقام‌جویان مارول در لاس وگاس نیز قرار بود به‌طور تصادفی به مشتریانی که پسته‌های خود را به عنوان بخشی از این کمپین خریداری کرده‌اند، داده شود.

## انتشار
من گروت هستم در ۱۰ اوت ۲۰۲۲ به‌وسیلهٔ دیزنی پلاس پخش شده‌است. این مجموعه بخشی از فاز چهارم دنیای سینمایی مارول است.

## بازخورد
در وبسایت بازبینی‌خوانی راتن تومیتوز، ۸۷٪ از ۱۵ بررسی منتقدین مثبت است و این قسمت میانگینِ امتیاز ۷٫۷/۱۰ را در اختیار دارد.